# کاشوئیرو جیتاپمیری
کاشوئیرو جیتاپمیری (پرتغالی: Cachoeiro de Itapemirim؛ تلفظ پرتغالی:[kaʃuˈe(j)ɽu ˌdʒi:tapemiˈɾĩj]) یک منطقهٔ مسکونی در برزیل است که در اسپیریتو سانتو واقع شده‌است. کاشوئیرو جیتاپمیری ۸۷۶٫۷۹۲ کیلومتر مربع مساحت و ۲۰۹٬۸۷۸ نفر جمعیت دارد و ۲۲ متر بالاتر از سطح دریا واقع شده‌است.